# Sofia Belatar
Sofia Belatar (en árabe: صوفيا بلعطار‎; 9 de febrero de 1995) es una deportista marroquí que compite en judo.
Ganó una medalla en los Juegos Panafricanos de 2019 y cinco medallas en el Campeonato Africano de Judo entre los años 2017 y 2024.

## Palmarés internacional
| Juegos Panafricanos | Juegos Panafricanos         | Juegos Panafricanos | Juegos Panafricanos |
| Año                 | Lugar                       | Medalla             | Categoría           |
| ------------------- | --------------------------- | ------------------- | ------------------- |
| 2019                | Rabat (Marruecos)           | Medalla de bronce   | –63 kg              |
| Campeonato Africano |                             |                     |                     |
| Año                 | Lugar                       | Medalla             | Categoría           |
| 2017                | Antananarivo (Madagascar)   | Medalla de oro      | –63 kg              |
| 2018                | Túnez (Túnez)               | Medalla de plata    | –63 kg              |
| 2019                | Ciudad del Cabo (Sudáfrica) | Medalla de plata    | –63 kg              |
| 2020                | Antananarivo (Madagascar)   | Medalla de plata    | –63 kg              |
| 2024                | El Cairo (Egipto)           | Medalla de bronce   | –70 kg              |